# Venlose Voetbal Vereniging Venlo 2022-2023
Questa voce raccoglie le informazioni riguardanti il Venlose Voetbal Vereniging Venlo nelle competizioni ufficiali della stagione 2022-2023.

## Rosa
Aggiornata al 19 febbraio 2023.
| N. |                        | Ruolo | Calciatore              |
| -- | ---------------------- | ----- | ----------------------- |
| 1  | Rep. Ceca (bandiera)   | P     | Lukáš Zima              |
| 2  | Germania (bandiera)    | D     | Tobias Pachonik         |
| 3  | Paesi Bassi (bandiera) | D     | Sem Dirks               |
| 4  | Paesi Bassi (bandiera) | D     | Tristan Dekker          |
| 5  | Germania (bandiera)    | D     | Brian Koglin (capitano) |
| 7  | Paesi Bassi (bandiera) | A     | Nick Venema             |
| 8  | Paesi Bassi (bandiera) | C     | Kees de Boer            |
| 9  | Paesi Bassi (bandiera) | A     | Sven Braken             |
| 10 | Svezia (bandiera)      | C     | Carl Johansson          |
| 11 | Paesi Bassi (bandiera) | C     | Joeri Schroijen         |
| 12 | Paesi Bassi (bandiera) | D     | Stan van Dijck          |
| 14 | Marocco (bandiera)     | C     | Wassim Essanoussi       |
| 15 | Paesi Bassi (bandiera) | C     | Simon Janssen           |
| 16 | Paesi Bassi (bandiera) | P     | Delano van Crooij       |

| N. |                        | Ruolo | Calciatore           |
| -- | ---------------------- | ----- | -------------------- |
| 17 | Rep. Ceca (bandiera)   | C     | Richard Sedláček     |
| 18 | Paesi Bassi (bandiera) | C     | Rayan El Azrak       |
| 19 | Paesi Bassi (bandiera) | A     | Yahcuroo Roemer      |
| 20 | Paesi Bassi (bandiera) | C     | Mitchell van Rooijen |
| 22 | Paesi Bassi (bandiera) | P     | Bram Verbong         |
| 23 | Paesi Bassi (bandiera) | C     | Daan Huisman         |
| 24 | Paesi Bassi (bandiera) | C     | Joep Munsters        |
| 25 | Paesi Bassi (bandiera) | D     | Stan Henderikx       |
| 26 | Paesi Bassi (bandiera) | C     | Levi Smans           |
| 27 | Paesi Bassi (bandiera) | C     | Niek Munsters        |
| 29 | Paesi Bassi (bandiera) | C     | Lars Nabbe           |
| 30 | Paesi Bassi (bandiera) | P     | Jens Craenmehr       |
| 31 | Paesi Bassi (bandiera) | C     | Thijme Verheijen     |

## Risultati

### Eerste Divisie

#### Girone d'andata
| Arbitro: | Gerrets |

|                                                     |           |  |
| de Boer 7’ Braken 32’ (rig.) van Bruggen 70’ (aut.) | Marcatori |  |

| Arbitro: | van de Graaf |

|            |           |                                 |
| Neghli 18’ | Marcatori | 41’ Verheijen 55’ (rig.) Braken |

| Arbitro: | Hensgens |

|  |           |                                               |
|  | Marcatori | 24’ van Polen 45+4’, 52’ Görlich 80’ Caschili |

| Arbitro: | Timmer |

|                    |           |                            |
| Mathieu 21’ (rig.) | Marcatori | 41’ Verheijen 90+3’ Venema |

| Arbitro: | Eijgelsheim |

|                         |           |             |
| Braken 24’ Koglin 90+3’ | Marcatori | 52’ Mamengi |

| Arbitro: | Nagtegaal |

|                                                           |           |                                    |
| Ouahim 25’, 55’ Laursen 28’ Schoofs 61’ Sylian Mokono 81’ | Marcatori | 41’ Huisman 47’ Venema 68’ de Boer |

| Arbitro: | Rozendal |

|           |           |           |
| Braken 5’ | Marcatori | 85’ Colyn |

| Arbitro: | Smit |

|              |           |             |
| Braken 90+7’ | Marcatori | 87’ Ainsalu |

| Arbitro: | Kamphuis |

|              |           |                           |
| Lucassen 69’ | Marcatori | 52’ Huisman 78’ Johansson |

| Arbitro: | Nagtegaal |

|                                         |           |           |
| Postema 11’ Vente 64’, 71’ Limbombe 75’ | Marcatori | 7’ Braken |

| Arbitro: | Blank |

|  |           |           |
|  | Marcatori | 39’ Baldé |

| Arbitro: | Timmer |

|               |           |            |
| Rasmussen 31’ | Marcatori | 29’ Braken |

| Arbitro: | Vereijken |

|            |           |                         |
| Braken 37’ | Marcatori | 25’ Griffith 64’ Barası |

| Arbitro: | Ruperti |

|                        |           |                                       |
| Esajas 5’ Severina 75’ | Marcatori | 45+1’ Ketting 66’ Dekker 90+6’ Venema |

| Venlo 11 novembre 2022, ore 20:00 CEST 15ª giornata | VVV-Venlo | 0 – 0 referto | Willem II | De Koel\| Arbitro: \| Dieperink \| |
| Arbitro:                                            | Dieperink |               |           |                                    |

| Arbitro: | Martens |

|  |           |                       |
|  | Marcatori | 3’ Huisman 81’ Braken |

| Arbitro: | Blank |

|                                    |           |            |
| Robert Klaasen 73’ Nick Venema 86’ | Marcatori | 56’ Bommel |

| Arbitro: | Oostrom |

|  |           |                                     |
|  | Marcatori | 74’ van Rooijen 82’ (aut.) Dahlhaus |

| Arbitro: | Vereijken |

|            |           |                 |
| Venema 31’ | Marcatori | 69’ van Vlerken |

#### Girone di ritorno
| Arbitro: | Vos |

|                |           |                           |
| van Duiven 10’ | Marcatori | 61’ Lathouwers 90’ Venema |

| Arbitro: | Nagtegaal |

|                          |           |  |
| van den Berg 74’ Thy 79’ | Marcatori |  |

| Venlo 27 gennaio 2023, ore 20:00 CEST 22ª giornata | VVV-Venlo | 0 – 0 referto | ADO Den Haag | De Koel\| Arbitro: \| Kamphuis \| |
| Arbitro:                                           | Kamphuis  |               |              |                                   |

| Arbitro: | Ruperti |

|                                        |           |                               |
| Meerdink 5’, 50’ Schouten 12’ Daal 12’ | Marcatori | 33’, 83’ Venema 90+8’ Ketting |

| Arbitro: | van den Kerkhof |

|                                        |           |             |
| Venema 61’ de Boer 75’ van Rooijen 82’ | Marcatori | 18’ Schoofs |

| Arbitro: | Puts |

|             |           |                          |
| Longo 90+2’ | Marcatori | 83’ Dekker 90+3’ Janssen |

| Venlo 24 febbraio 2023, ore 20:00 CEST 26ª giornata | VVV-Venlo | – referto | TOP Oss | De Koel |

| Maastricht 3 marzo 2023, ore 20:00 CEST 27ª giornata | MVV | – referto | VVV-Venlo | De Geusselt |

| Venlo 10 marzo 2023, ore 20:00 CEST 28ª giornata | VVV-Venlo | – referto | Den Bosch | De Koel |

| Almere 13 marzo 2023, ore 20:00 CEST 29ª giornata | Almere City | – referto | VVV-Venlo | Yanmar Stadion |

| Venlo 19 marzo 2023, ore 12:15 CEST 30ª giornata | VVV-Venlo | – referto | Roda JC | De Koel |

| Venlo 31 marzo 2023, ore 20:00 CEST 31ª giornata | VVV-Venlo | – referto | NAC Breda | De Koel |

| Tilburg 20 ottobre 2022, ore 12:15 CEST 32ª giornata | Willem II | – referto | VVV-Venlo | Konig Willem II Stadion |

| Venlo 14 aprile 2023, ore 20:00 CEST 33ª giornata | VVV-Venlo | – referto | Eindhoven | De Koel |

| Velsen-Zuid 21 aprile 2023, ore 20:00 CEST 34ª giornata | Telstar | – referto | VVV-Venlo | BUKO Stadion |

| Venlo 28 aprile 2023, ore 20:00 CEST 35ª giornata | VVV-Venlo | – referto | Jong Ajax | De Koel |

| Helmond 5 maggio 2023, ore 20:00 CEST 36ª giornata | Helmond Sport | – referto | VVV-Venlo | GS Staalwerken Stadion |

| Venlo 12 maggio 2023, ore 20:00 CEST 37ª giornata | VVV-Venlo | – referto | De Graafschap | De Koel |

| Utrecht 19 maggio 2023, ore 20:00 CEST 38ª giornata | Jong Utrecht | – referto | VVV-Venlo | Sportcomplex Zoudenbalch |

### KNVB beker
| Arbitro: | van der Laan |

|              |           |                          |
| Avontuur 12’ | Marcatori | 74’ Verheijen 90’ Braken |

| Arbitro: | Pérez |

|                        |           |                                   |
| Huisman 58’ Venema 75’ | Marcatori | 31’ Vlak 34’ Diemers 90+4’ Araujo |

## Statistiche
Aggiornate al 17 febbraio 2023.

### Statistiche di squadra
| Competizione   | Punti | In casa | In casa | In casa | In casa | In casa | In casa | In trasferta | In trasferta | In trasferta | In trasferta | In trasferta | In trasferta | Totale | Totale | Totale | Totale | Totale | Totale | DR |
| Competizione   | Punti | G       | V       | N       | P       | Gf      | Gs      | G            | V            | N            | P            | Gf           | Gs           | G      | V      | N      | P      | Gf     | Gs     | DR |
| -------------- | ----- | ------- | ------- | ------- | ------- | ------- | ------- | ------------ | ------------ | ------------ | ------------ | ------------ | ------------ | ------ | ------ | ------ | ------ | ------ | ------ | -- |
| Eerste Divisie | 42    | 12      | 4       | 5       | 3       | 14      | 13      | 13           | 9            | 1            | 3            | 24           | 20           | 25     | 12     | 6      | 7      | 39     | 36     | +3 |
| Coppa d'Olanda | -     | 1       | 0       | 0       | 0       | 2       | 3       | 1            | 1            | 0            | 0            | 2            | 1            | 2      | 1      | 0      | 1      | 3      | 3      | 0  |
| Totale         | -     | 13      | 4       | 5       | 3       | 16      | 16      | 14           | 10           | 1            | 3            | 26           | 21           | 27     | 13     | 6      | 8      | 42     | 39     | +3 |

### Andamento in campionato
| Giornata  | 1 | 2 | 3 | 4 | 5 | 6 | 7 | 8 | 9 | 10 | 11 | 12 | 13 | 14 | 15 | 16 | 17 | 18 | 19 | 20 | 21 | 22 | 23 | 24 | 25 | 26 | 27 | 28 | 29 | 30 | 31 | 32 | 33 | 34 | 35 | 36 | 37 | 38 |
| --------- | - | - | - | - | - | - | - | - | - | -- | -- | -- | -- | -- | -- | -- | -- | -- | -- | -- | -- | -- | -- | -- | -- | -- | -- | -- | -- | -- | -- | -- | -- | -- | -- | -- | -- | -- |
| Luogo     | C | T | C | T | C | T | C | C | T | T  | C  | T  | C  | T  | C  | T  | C  | T  | C  | T  | T  | C  | T  | C  | T  |    |    |    |    |    |    |    |    |    |    |    |    |    |
| Risultato | V | V | P | V | V | P | N | N | V | P  | P  | N  | P  | V  | N  | V  | V  | V  | N  | V  | P  | N  | P  | V  | V  |    |    |    |    |    |    |    |    |    |    |    |    |    |
| Posizione | 3 | 3 | 4 | 7 | 7 | 4 | 5 | 6 | 8 | 5  | 6  | 7  | 7  | 9  | 9  | 8  | 7  | 6  | 6  | 6  | 5  | 5  | 5  | 6  | 4  |    |    |    |    |    |    |    |    |    |    |    |    |    |

Fonte:  VVV-Venlo, su it.soccerway.com.
Legenda:

Luogo: C = Casa; T = Trasferta. Risultato: V = Vittoria; N = Pareggio; P = Sconfitta.